# Sankt Peterzell
St. Peterzell is een plaats en voormalige gemeente in het Zwitserse kanton Sankt Gallen, en maakt deel uit van het district Toggenburg.
St. Peterzell telt 1195 inwoners.

## Bevolkingsontwikkeling
- Gemeinsame Normdatei: 4808742-7
- Historisch woordenboek van Zwitserland: 001386
- Virtual International Authority File: 124155269